# Stazione di Takayanagi
La stazione di Takayanagi (高柳駅?, Takayanagi-eki) è una stazione ferroviaria della città giapponese di Kashiwa della prefettura di Chiba ed è servita dalla linea Tōbu Noda (Tōbu Urban Park Line) delle Ferrovie Tōbu.

## Linee
Ferrovie Tōbu
 Linea Tōbu Noda

## Struttura
La stazione è realizzata in superficie, con due marciapiedi laterali e due binari passanti. Il fabbricato viaggiatori è collegato ai marciapiedi da scale fisse e ascensori.
| 1 | ● Linea Tōbu Noda | per Mutsumi, Shin-Kamagaya e Funabashi  |
| 2 | ● Linea Tōbu Noda | per Kashiwa, Kasukabe, Iwatsuki e Ōmiya |

## Stazioni adiacenti
| «          | Servizio   | »          |
| Linea Noda | Linea Noda | Linea Noda |
| ---------- | ---------- | ---------- |
| Sakasai    | Locale     | Mutsumi    |